# Trinity Island (ö i Sydgeorgien och Sydsandwichöarna)
Trinity Island är en ö i Sydgeorgien och Sydsandwichöarna (Storbritannien). Den ligger i den nordvästra delen av Sydgeorgien och Sydsandwichöarna. Arean är 1,3 kvadratkilometer.
Terrängen på Trinity Island är lite kuperad. Öns högsta punkt är 176 meter över havet. Den sträcker sig 1,4 kilometer i nord-sydlig riktning, och 1,8 kilometer i öst-västlig riktning.